# Discographie de One Direction
La discographie du boys band anglo-irlandais One Direction se compose de cinq albums studio, de deux EP, de dix-sept singles (ainsi que quatre chansons caritatives et sept singles promotionnels), de deux DVD de concert et de vingt-et-un clips vidéos. Ils signent un contrat avec le label de Simon Cowell, Syco Records, après avoir été formé et avoir terminé troisième dans la septième saison de The X Factor en 2010. Ils signent ensuite un contrat de distribution nord-américain avec Columbia Records.
Le premier album studio du groupe Up All Night est sorti le 18 novembre 2011. Il atteint la tête des charts dans seize pays. Le premier single, What Makes You Beautiful, est un succès international qui atteint la première place au Royaume-Uni et la quatrième aux États-Unis ; il est depuis certifié quatre fois disque d'or et six fois disque de platine, respectivement, aux États-Unis et en Australie. Les deux single suivant, Gotta Be You et One Thing, se classent dans le top 10 au Royaume-Uni tandis que le quatrième singles du groupe More Than This se classe en fin des charts.
Leur deuxième album studio Take Me Home est publié le 9 novembre 2012. L'album se vend à 540 000 exemplaires, la première semaine, aux États-Unis et se classe numéro un dans trente-cinq pays,. Le premier single de l'album, Live While We're Young, devient le single des One Direction le mieux classé dans un certain nombre de pays et a enregistré la vente la plus importante en une semaine pour une chanson d'un artiste qui ne vient pas des États-Unis. Little Things et Kiss You, les singles suivants, sont modérément accueillis.
Le troisième album studio des One Direction, Midnight Memories, est publié le 25 novembre 2013. L'album est précédé par les singles Best Song Ever et Story of My Life, ce dernier étant acclamé par les critiques. L'album est un succès commercial, et fait ses débuts à la première place de l'UK Albums Chart et aux Billboard 200, faisant des One Direction le premier groupe de l'histoire à avoir classé leurs trois premiers albums numéro un aux Billboard 200. Avec leur quatrième album, Four, ils classent quatre albums consécutifs à la première place. Les deux singles suivants Midnight Memories et You and I sont accueillis d'une manière mitigée.
Leur quatrième album, intitulé Four, est publié le 17 novembre 2014. Il débute à la première place dans 18 pays. Steal My Girl et Night Changes sont choisis comme singles.

## Albums studio
| Titre             | Détails                                                                              | Classement | Classement | Classement | Classement | Classement | Classement | Classement | Classement | Classement | Classement | Classement | Ventes                                                | Certifications |
| Titre             | Détails                                                                              | UK         | AUS        | BEL (FL)   | BEL (WA)   | CAN        | FRA        | IR         | PB         | NZ         | SUE        | US         | Ventes                                                | Certifications |
| ----------------- | ------------------------------------------------------------------------------------ | ---------- | ---------- | ---------- | ---------- | ---------- | ---------- | ---------- | ---------- | ---------- | ---------- | ---------- | ----------------------------------------------------- | --- |
| Up All Night      | - Sortie : 18 novembre 2011 - Labels : Syco, Columbia - Formats : CD, téléchargement | 2          | 1          | 7          | 25         | 1          | 15         | 1          | 7          | 1          | 1          | 1          | - UK : 1.000.412 - US : 3 000 000 - Monde : 5 000 000 | - ARIA : 5 × Platine - BPI: 4 × Platine - IRMA : 3 × Platine - RIAA : 3 × Platine - RIANZ : 3 × Platine - MC : 2 × Platine - RIAA : Platine   |
| Take Me Home      | - Sortie : 9 novembre 2012 - Labels : Syco, Columbia - Formats : CD, téléchargement  | 1          | 1          | 1          | 3          | 1          | 1          | 1          | 1          | 1          | 1          | 1          | - UK: 957 074 - US: 3 000 000 - Monde: 5 000 000      | - BPI : 4 × Platine - IRMA: 3 × Platine - MC : 3 × Platine - RIAA : 3 × Platine - ARIA : 2 × Platine - RIANZ : Platine - BEA : Or - NVPI : Or |
| Midnight Memories | - Sortie : 25 novembre 2013 - Labels : Syco, Columbia - Formats : CD, téléchargement | 1          | 1          | 1          | 2          | 1          | 2          | 1          | 2          | 2          | 1          | 1          | - R-U : 822 358 - É-U : 3 000 000 - Monde: 4 000 000  | - BPI : 3 × Platine - RIAA : 3 × Platine - IRMA : 3 × Platine - ARIA : 2 × Platine - MC : 2 × Platine - RMNZ : Platine - BEA : Or             |
| Four              | - Sortie: 17 novembre 2014 - Labels: Syco, Columbia - Formats: CD, téléchargement    | 1          | 1          | 1          | 3          | 1          | 2          | 1          | 1          | 1          | 1          | 1          | - CAN : 98 000 - É-U. : 1 000 000 - Monde: 2 500 000  | - BPI : 2 × Platine - ARIA : Platine - MC : Platine - RIAA : Platine - RMNZ : Platine                                                         |
| Made in the A.M.  | - Sortie: 13 novembre 2015 - Labels: Syco, Columbia - Formats: CD, téléchargement    | 1          | 2          | 1          | 3          | 2          | 4          | 1          | 3          | 2          | 2          | 2          | - R-U: 362,000 - É-U: 2,000,000 - Monde: 3 500,000    | - BPI : 2 × Platine - RIAA : 2 × Platine - ARIA : Platine - RMNZ : Or, - SNEP : Or                                                            |

## EP
| Titre                         | Détails                                                                       | Meilleure position | Meilleure position |
| Titre                         | Détails                                                                       | États-Unis         | FRA                |
| ----------------------------- | ----------------------------------------------------------------------------- | ------------------ | ------------------ |
| iTunes Festival : London 2012 | - Sortie : 20 septembre 2012 - Label : Syco Records - Format : Téléchargement | 140                | —                  |
| Live While We're Young EP     | - Sortie: 28 septembre 2012 - Label: Syco Records - Format: Téléchargement    | —                  | 73                 |

## Singles

### En tant qu'artistes principaux
| Titre                                                                | Année | Meilleure position | Meilleure position | Meilleure position | Meilleure position | Meilleure position | Meilleure position | Meilleure position | Meilleure position | Meilleure position | Meilleure position | Meilleure position | Certifications                                                                                                 | Album             |
| Titre                                                                | Année | R-U                | AUS                | BEL (FL)           | BEL (WA)           | CAN                | FRA                | IRL                | P-B                | NZ                 | SUE                | É-U                | Certifications                                                                                                 | Album             |
| -------------------------------------------------------------------- | ----- | ------------------ | ------------------ | ------------------ | ------------------ | ------------------ | ------------------ | ------------------ | ------------------ | ------------------ | ------------------ | ------------------ | --- | ----------------- |
| What Makes You Beautiful                                             | 2011  | 1                  | 7                  | 8                  | 19                 | 7                  | 39                 | 1                  | 63                 | 2                  | 29                 | 4                  | - ARIA : 7 × Platine - BEA: Or - BPI: 3 × Platine - MC : 6 × Platine - RIAA : 4 × Platine - RMNZ : 2 × Platine | Up All Night      |
| Gotta Be You                                                         | 2011  | 3                  | —                  | —                  | —                  | —                  | —                  | 3                  | —                  | —                  | —                  | —                  | | Up All Night      |
| One Thing                                                            | 2012  | 9                  | 3                  | 37                 | 45 (Tip)           | 17                 | 91                 | 6                  | 72                 | 16                 | —                  | 39                 | - ARIA : 4 × Platine - BPI: Or - MC : 3 × Platine - RIAA : Platine - RMNZ : Or                                 | Up All Night      |
| More Than This                                                       | 2012  | 86                 | 49                 | —                  | —                  | —                  | —                  | 39                 | —                  | —                  | —                  | —                  | - ARIA : Or | Up All Night      |
| Live While We're Young                                               | 2012  | 3                  | 2                  | 7                  | 13                 | 2                  | 20                 | 1                  | 3                  | 1                  | 23                 | 3                  | - BPI : Platine - MC : 2 × Platine - RIAA : Platine - RMNZ : Platine                                           | Take Me Home      |
| Little Things                                                        | 2012  | 1                  | 9                  | 30                 | 33 (Tip)           | 20                 | 58                 | 2                  | —                  | 2                  | 27                 | 33                 | - ARIA : 4 × Platine - BPI : Platine - MC : 2 × Platine - RIAA : Platine - RIANZ : Or                          | Take Me Home      |
| Kiss You                                                             | 2013  | 9                  | 13                 | 30                 | 33                 | 30                 | 36                 | 7                  | 15                 | 13                 | 50                 | 46                 | - ARIA : 2 × Platine - BPI : Platine - MC : Platine - RIAA : Or - RIANZ : Or                                   | Take Me Home      |
| One Way or Another (Teenage Kicks)                                   | 2013  | 1                  | 3                  | 5                  | 12                 | 9                  | 17                 | 1                  | 1                  | 3                  | 28                 | 13                 | - BEA : Or - BPI : Platine - RIAA : Or - RIANZ : Or                                                            | NC                |
| Best Song Ever                                                       | 2013  | 2                  | 4                  | 12                 | 17                 | 2                  | 12                 | 2                  | 5                  | 3                  | 22                 | 2                  | - BPI : Platine - RIAA : Platine - RIANZ : Or                                                                  | Midnight Memories |
| Story of My Life                                                     | 2013  | 2                  | 3                  | 3                  | 14                 | 3                  | 6                  | 1                  | 3                  | 1                  | 8                  | 6                  | - BPI : 2 × Platine - MC : 4 × Platine - RIAA : 3 × Platine - RMNZ : Platine                                   | Midnight Memories |
| Midnight Memories                                                    | 2014  | 39                 | 45                 | 4                  | 8                  | 35                 | 14                 | 3                  | 5                  | 3                  | —                  | 12                 | - BPI : Argent                                                                                                 | Midnight Memories |
| You & I                                                              | 2014  | 19                 | 23                 | 17                 | 20                 | 78                 | 42                 | 7                  | 32                 | 22                 | 21                 | 68                 | - BPI : Argent - MC : Platine                                                                                  | Midnight Memories |
| Steal My Girl                                                        | 2014  | 3                  | 9                  | 15                 | 20                 | 16                 | 19                 | 3                  | 31                 | 9                  | 18                 | 13                 | - ARIA : Platine - BPI : Platine - RMNZ : Or - RIAA : Or                                                       | Four              |
| Night Changes                                                        | 2014  | 7                  | 33                 | 1 (Tip)            | 4 (Tip)            | 20                 | 106                | 13                 | 76                 | 11                 | 40                 | 31                 | - ARIA : Or - BPI : Platine - MC : Platine - RMNZ : Or - RIAA : Platine                                        | Four              |
| Drag Me Down                                                         | 2015  | 1                  | 1                  | 5                  | 4                  | 4                  | 1                  | 1                  | 5                  | 1                  | 6                  | 3                  | - ARIA : Platine - BPI : Platine - MC : 3 × Platine - RMNZ : Or                                                | Made in the A.M.  |
| Perfect                                                              | 2015  | 2                  | 4                  | 9                  | 21                 | 13                 | 8                  | 1                  | 28                 | 7                  | 12                 | 10                 | - ARIA : 2 × Platine - BPI : Platine - RMNZ : Platine                                                          | Made in the A.M.  |
| History                                                              | 2015  | 6                  | 25                 | 44                 | 13 (Tip)           | 46                 | 54                 | 8                  | 72                 | 14                 | 63                 | 65                 | - ARIA : Or - BPI : 2 × Platine - MC : Or - RMNZ : Platine                                                     | Made in the A.M.  |
| « — » signifie que le single n'est pas classé ou sorti dans le pays. |       |                    |                    |                    |                    |                    |                    |                    |                    |                    |                    |                    | |                   |

### Singles de charité
| Titre                                                                                                  | Année | Meilleure position | Meilleure position | Meilleure position | Meilleure position | Meilleure position | Meilleure position | Meilleure position | Meilleure position | Meilleure position | Notes |
| Titre                                                                                                  | Année | UK                 | AUS                | BEL (FL)           | BEL (WA)           | CAN                | IR                 | PB                 | NZ                 | US                 | Notes |
| --- | ----- | ------------------ | ------------------ | ------------------ | ------------------ | ------------------ | ------------------ | ------------------ | ------------------ | ------------------ | --- |
| Heroes (avec les finalistes de la saison 7 de The X Factor)                                            | 2010  | 1                  | —                  | —                  | —                  | —                  | 1                  | —                  | —                  | —                  | - Single de charité pour Help for Heroes, un organisme de bienfaisance britannique qui soutient les militaires blessés et les femmes. |
| Wishing on a Star (avec les finalistes de la saison 11 de The X Factor featuring JLS et One Direction) | 2011  | 1                  | —                  | —                  | —                  | —                  | 1                  | —                  | —                  | —                  | - Au profit de l'organisation caritative pour les enfants, Together for Short Lives.                                                  |
| God Only Knows (comme BBC Music and Friends)                                                           | 2014  | 20                 | —                  | —                  | —                  | —                  | 77                 | —                  | —                  | —                  | - Au profit de l'association Children in Need.                                                                                        |
| Do They Know It's Christmas? (fait partie de Band Aid 30)                                              | 2014  | 1                  | 3                  | 19                 | 3                  | 8                  | 1                  | 4                  | 2                  | 63                 | - Au profit des malades atteints de la maladie d'ébola.                                                                               |
| « — » signifie que le single n'est pas classé ou sorti dans le pays.                                   |       |                    |                    |                    |                    |                    |                    |                    |                    |                    | |

### Singles promotionnels
| Titre                                                                | Année | Meilleure position | Meilleure position | Meilleure position | Meilleure position | Meilleure position | Meilleure position | Meilleure position | Meilleure position | Meilleure position | Meilleure position | Album             |
| Titre                                                                | Année | UK                 | AUS                | BEL (FL)           | BEL (WA)           | CAN                | IR ,               | PB                 | NZ                 | SUE                | US                 | Album             |
| -------------------------------------------------------------------- | ----- | ------------------ | ------------------ | ------------------ | ------------------ | ------------------ | ------------------ | ------------------ | ------------------ | ------------------ | ------------------ | ----------------- |
| Diana                                                                | 2013  | 58                 | —                  | 3                  | 7                  | 23                 | 2                  | 3                  | 2                  | 55                 | 11                 | Midnight Memories |
| Strong                                                               | 2013  | 48                 | —                  | 6                  | 9                  | 44                 | 22                 | 4                  | 1                  | 58                 | 87                 | Midnight Memories |
| Ready to Run                                                         | 2014  | 44                 | —                  | —                  | —                  | 60                 | —                  | —                  | 29                 | 58                 | 77                 | Four              |
| Where Do Broken Hearts Go                                            | 2014  | 47                 | —                  | —                  | —                  | 90                 | 76                 | —                  | —                  | —                  | 88                 | Four              |
| 18                                                                   | 2014  | 45                 | —                  | —                  | —                  | 84                 | 84                 | —                  | —                  | 46                 | 87                 | Four              |
| Girl Almighty                                                        | 2014  | 65                 | —                  | —                  | —                  | —                  | —                  | —                  | —                  | —                  | —                  | Four              |
| Fool's Gold                                                          | 2014  | 74                 | —                  | —                  | —                  | —                  | —                  | —                  | —                  | —                  | —                  | Four              |
| « — » signifie que le single n'est pas classé ou sorti dans le pays. |       |                    |                    |                    |                    |                    |                    |                    |                    |                    |                    |                   |

### Autres chansons
| Titre                                                                | Année | Meilleure position | Meilleure position | Meilleure position | Meilleure position | Meilleure position | Meilleure position | Meilleure position | Meilleure position | Meilleure position | Meilleure position | Album             |
| Titre                                                                | Année | UK                 | AUS                | BEL (FL)           | BEL (WA)           | CAN                | IR ,               | PB                 | NZ                 | SUE                | US                 | Album             |
| -------------------------------------------------------------------- | ----- | ------------------ | ------------------ | ------------------ | ------------------ | ------------------ | ------------------ | ------------------ | ------------------ | ------------------ | ------------------ | ----------------- |
| Na Na Na                                                             | 2011  | —                  | 86                 | —                  | —                  | —                  | 27                 | —                  | —                  | —                  | —                  | Up All Night      |
| Another World                                                        | 2011  | 85                 | 66                 | —                  | —                  | —                  | —                  | —                  | —                  | —                  | —                  | Up All Night      |
| Moments                                                              | 2011  | 118                | 60                 | —                  | —                  | 87                 | —                  | —                  | —                  | —                  | —                  | Up All Night      |
| Stand Up                                                             | 2011  | —                  | 80                 | —                  | —                  | —                  | —                  | —                  | —                  | —                  | —                  | Up All Night      |
| Up All Night                                                         | 2011  | —                  | —                  | —                  | —                  | —                  | —                  | —                  | —                  | —                  | —                  | Up All Night      |
| I Should Have Kissed You                                             | 2012  | 55                 | 71                 | —                  | —                  | —                  | —                  | —                  | 27                 | —                  | —                  | Up All Night      |
| Nobody Compares                                                      | 2012  | 174                | —                  | —                  | —                  | 79                 | —                  | —                  | —                  | —                  | —                  | Take Me Home      |
| She's Not Afraid                                                     | 2012  | 171                | —                  | —                  | —                  | 89                 | —                  | —                  | —                  | —                  | —                  | Take Me Home      |
| Still the One                                                        | 2012  | 197                | —                  | —                  | —                  | 97                 | —                  | —                  | —                  | —                  | —                  | Take Me Home      |
| Heart Attack                                                         | 2012  | —                  | —                  | —                  | —                  | 100                | —                  | —                  | —                  | —                  | —                  | Take Me Home      |
| Rock Me                                                              | 2012  | —                  | —                  | —                  | —                  | —                  | —                  | —                  | —                  | —                  | 98                 | Take Me Home      |
| They Don't Know About Us                                             | 2012  | —                  | —                  | —                  | —                  | —                  | —                  | —                  | —                  | —                  | —                  | Take Me Home      |
| Last First Kiss                                                      | 2012  | —                  | —                  | —                  | —                  | —                  | —                  | —                  | —                  | —                  | —                  | Take Me Home      |
| Loved You First                                                      | 2012  | —                  | —                  | —                  | —                  | —                  | —                  | —                  | —                  | —                  | —                  | Take Me Home      |
| I Would                                                              | 2012  | —                  | —                  | —                  | —                  | —                  | —                  | —                  | —                  | —                  | —                  | Take Me Home      |
| C'mon, C'mon                                                         | 2012  | —                  | —                  | —                  | —                  | —                  | —                  | —                  | —                  | —                  | —                  | Take Me Home      |
| Don't Forget Where You Belong                                        | 2013  | 21                 | —                  | 28                 | 26                 | —                  | 51                 | 31                 | —                  | —                  | —                  | Midnight Memories |
| Half a Heart                                                         | 2013  | 108                | —                  | —                  | —                  | —                  | 82                 | —                  | —                  | —                  | —                  | Midnight Memories |
| Alive                                                                | 2013  | 150                | —                  | —                  | —                  | —                  | —                  | —                  | —                  | —                  | —                  | Midnight Memories |
| Better Than Words                                                    | 2013  | 185                | —                  | —                  | —                  | —                  | —                  | —                  | —                  | —                  | —                  | Midnight Memories |
| Does He Know?                                                        | 2013  | 130                | —                  | —                  | —                  | —                  | —                  | —                  | —                  | —                  | —                  | Midnight Memories |
| Happily                                                              | 2013  | 120                | —                  | —                  | —                  | —                  | —                  | —                  | —                  | 35                 | —                  | Midnight Memories |
| Little Black Dress                                                   | 2013  | 177                | —                  | —                  | —                  | —                  | —                  | —                  | —                  | —                  | —                  | Midnight Memories |
| Little White Lies                                                    | 2013  | 149                | —                  | —                  | —                  | —                  | —                  | —                  | —                  | —                  | —                  | Midnight Memories |
| Right Now                                                            | 2013  | 173                | —                  | —                  | —                  | —                  | —                  | —                  | —                  | —                  | —                  | Midnight Memories |
| Through the Dark                                                     | 2013  | 175                | —                  | —                  | —                  | —                  | —                  | —                  | —                  | —                  | —                  | Midnight Memories |
| Why Don't We Go There                                                | 2013  | 156                | —                  | —                  | —                  | —                  | —                  | —                  | —                  | —                  | —                  | Midnight Memories |
| Fireproof                                                            | 2014  | 92                 | —                  | —                  | —                  | —                  | —                  | —                  | —                  | —                  | —                  | Four              |
| Stockholm Syndrome                                                   | 2014  | 107                | —                  | —                  | —                  | —                  | —                  | —                  | —                  | 31                 | 99                 | Four              |
| Change Your Ticket                                                   | 2014  | 149                | —                  | —                  | —                  | —                  | —                  | —                  | —                  | —                  | —                  | Four              |
| Clouds                                                               | 2014  | 183                | —                  | —                  | —                  | —                  | —                  | —                  | —                  | —                  | —                  | Four              |
| Illusion                                                             | 2014  | 181                | —                  | —                  | —                  | —                  | —                  | —                  | —                  | —                  | —                  | Four              |
| No Control                                                           | 2014  | 135                | —                  | —                  | —                  | —                  | —                  | —                  | —                  | —                  | —                  | Four              |
| Once in a Lifetime                                                   | 2014  | 170                | —                  | —                  | —                  | —                  | —                  | —                  | —                  | —                  | —                  | Four              |
| Spaces                                                               | 2014  | 160                | —                  | —                  | —                  | —                  | —                  | —                  | —                  | —                  | —                  | Four              |
| Act My Age                                                           | 2014  | 140                | —                  | —                  | —                  | —                  | —                  | —                  | —                  | —                  | —                  | Four              |
| « — » signifie que le single n'est pas classé ou sorti dans le pays. |       |                    |                    |                    |                    |                    |                    |                    |                    |                    |                    |                   |

## DVD
| Titre                       | Détail                                                          | Meilleure position | Meilleure position | Meilleure position | Meilleure position | Ventes              | Certifications                                                                  |
| Titre                       | Détail                                                          | Royaume-Uni        | Australie          | Canada             | États-Unis         | Ventes              | Certifications                                                                  |
| --------------------------- | --------------------------------------------------------------- | ------------------ | ------------------ | ------------------ | ------------------ | ------------------- | ------------------------------------------------------------------------------- |
| Up All Night: The Live Tour | - Sortie : 28 mai 2012 - Labels : Syco, Columbia - Format : DVD | 6                  | 1                  | 1                  | 1                  | - Monde : 1 000 000 | - ARIA : 9 × Platine - BPI: 2 × Platine - MC : 6 × Platine - RIAA : 5 × Platine |

## Clips vidéo
| Année | Titre                                                        | Réalisateur(s)     |
| ----- | ------------------------------------------------------------ | ------------------ |
| 2010  | Heroes (en tant que finalistes de The X Factor)              | _                  |
| 2011  | What Makes You Beautiful                                     | John Urbano        |
| 2011  | Gotta Be You                                                 | John Urbano        |
| 2011  | Wishing on a Star (avec les finalistes de The X Factor 2011) | _                  |
| 2012  | One Thing                                                    | Declan Whitebloom  |
| 2012  | More Than This                                               | Andy Saunders      |
| 2012  | Live While We're Young                                       | Vaughan Arnell     |
| 2012  | Little Things                                                | Vaughan Arnell     |
| 2013  | Kiss You                                                     | Vaughan Arnell     |
| 2013  | One Way or Another (Teenage Kicks)                           | One Direction      |
| 2013  | Best Song Ever                                               | Ben Winston        |
| 2013  | Story of My Life                                             | Ben Winston        |
| 2014  | God Only Knows (dans le cadre de BBC Music and Friends)      | _                  |
| 2014  | Do They Know It's Chritmas? (dans le cadre de Band Aid 30)   | _                  |
| 2014  | Midnight Memories                                            | Ben Winston        |
| 2014  | You and I                                                    | Ben Winston        |
| 2014  | Steal My Girl                                                | Ben et Gabe Turner |
| 2014  | Night Changes                                                | Ben Winston        |
| 2015  | Drag Me Down                                                 | Ben et Gabe Turner |
| 2015  | Perfect                                                      | Sophie Müller      |
| 2015  | History                                                      | _                  |